# マヤ・ジョイント
マヤ・ジョイント（Maya Joint, 2006年4月16日 - ）は、アメリカ・ミシガン州グロース・ポワント出身の女子プロテニス選手。自己最高ランキングはシングルス85位、ダブルス161位。

## 経歴

### 2024年
ワイルドカードを得てデイン・スウィーニーとのペアで2024年全豪オープン混合ダブルスに出場し、4大大会初出場を果たした。
ポーランド・オープンでは、決勝でアリシア・パークスに敗れ、準優勝。
2024年全米オープンの予選を通過して4大大会シングルス初出場を果たすと、1回戦でラウラ・シグムントを破り、4大大会初勝利を挙げるが、2回戦でマディソン・キーズに敗れた。

### 2025年
ブリスベン国際では、1回戦でマディソン・イングリスを破るも、2回戦でビクトリア・アザレンカに敗れた。
ホバート国際では、1回戦でオルガ・ダニロビッチに勝利すると、2回戦でマグダ・リネッテを破り、準々決勝でソフィア・ケニンに勝利。準決勝でエリーゼ・メルテンスに敗れた。
全豪オープンにワイルドカードで出場し、1回戦でジェシカ・ペグラに敗れた。
カンクン・テニス・オープンのダブルスでテイラ・プレストンと組み、決勝でアリオナ・ボルソバとYvonne Cavallé Reimersを破り優勝。初めてのWTA 125大会ダブルスタイトルを獲得した。
メリダ・オープンでは、予選を通過して本戦入りし、1回戦でJulia Grabherに勝利。WTAランキングでトップ100入りが確実になった（18歳のトップ100入りはミラ・アンドレーワに次ぐ2位の年少記録）。2回戦でドナ・ベキッチを破り、WTA500大会で初めて準々決勝に進出した。準々決勝でエリナ・アヴァネシャンに敗れた。
BNPパリバ・オープンでは、1回戦でソラナ・チルステアに敗れた。

## 4大大会シングルス成績
略語の説明
| W | F | SF | QF | #R | RR | Q# | LQ | A | Z# | PO | G | S | B | NMS | P | NH |

W=優勝, F=準優勝, SF=ベスト4, QF=ベスト8, #R=#回戦敗退, RR=ラウンドロビン敗退, Q#=予選#回戦敗退, LQ=予選敗退, A=大会不参加, Z#=デビスカップ/BJKカップ地域ゾーン, PO=デビスカップ/BJKカッププレーオフ, G=オリンピック金メダル, S=オリンピック銀メダル, B=オリンピック銅メダル, NMS=マスターズシリーズから降格, P=開催延期, NH=開催なし.
| 大会           | 2024 | 2025 | 通算成績 |
| -------------- | ---- | ---- | -------- |
| 全豪オープン   | Q3   | 1R   | 0–0      |
| 全仏オープン   | A    |      | 0–0      |
| ウィンブルドン | Q2   |      | 0–0      |
| 全米オープン   | 2R   |      | 1–1      |